# Кашкарев, Николай Григорьевич
Николай Григорьевич Кашкарев (20 августа 1918 — 5 января 2007, Кировск) — советский организатор промышленности, лауреат Ленинской премии.

## Биография
Родился в селе Николаевка (ныне — Айдар-Николаевка в Новоайдарском районе, Луганская область). В 1935—1939 работал на шахте подземным машинистом насосов.
В 1939—1943 служил в РККА. Участник Великой Отечественной войны. Был тяжело ранен, комиссован по инвалидности.
Работал комсоргом шахты, первым секретарём райкома комсомола в Кадиевке. В 1949—1957 секретарь партийной организации шахты треста «Кировуголь». Окончил вечерний техникум и заочное отделение Харьковского горного института.
С марта 1957 по декабрь 1973 года — первый секретарь Голубовского райкома Ворошиловградской области, в 1962 году переименованного в Кировский горком КПУ.
В 1964 году присуждена Ленинская премия — за усовершенствование методов организации скоростной проходки горных выработок.
В декабре 1973 года арестован за нанесение государству материального ущерба в особо крупных размерах (72 тысячи рублей) — за распространение абонементов на футбольные матчи городской команды «Шахтер». Осужден к 12 годам лишения свободы. Освобожден в 1983 году досрочно за примерное поведение (отбыл 9 лет и 2 месяца).
До выхода на пенсию работал начальником учебного пункта шахты «Бежановская».
В 1995 году был избран председателем городского Совета ветеранов.

## Награды
- Ленинская премия (1964)
- Орден Октябрьской Революции, два ордена «Знак Почёта», орден Отечественной войны I степени.
- Почётный гражданин города Кировска (1997).